# West Columbia (Texas)
West Columbia és una població dels Estats Units a l'estat de Texas. Segons el cens del 2000 tenia 4.255 habitants.

## Demografia
Segons el cens del 2000, West Columbia tenia 4.255 habitants, 1.607 habitatges, i 1.099 famílies. La densitat de població era de 641,7 habitants per km².
Dels 1.607 habitatges en un 35,5% hi vivien nens de menys de 18 anys, en un 50% hi vivien parelles casades, en un 14% dones solteres, i en un 31,6% no eren unitats familiars. En el 27,6% dels habitatges hi vivien persones soles el 13,3% de les quals corresponia a persones de 65 anys o més que vivien soles. El nombre mitjà de persones vivint en cada habitatge era de 2,6 i el nombre mitjà de persones que vivien en cada família era de 3,19.
Per edats la població es repartia de la següent manera: un 28,8% tenia menys de 18 anys, un 9% entre 18 i 24, un 27,3% entre 25 i 44, un 21,8% de 45 a 60 i un 13,1% 65 anys o més.
L'edat mediana era de 35 anys. Per cada 100 dones de 18 o més anys hi havia 85 homes.
La renda mediana per habitatge era de 31.115 $ i la renda mediana per família de 38.090 $. Els homes tenien una renda mediana de 37.981 $ mentre que les dones 19.775 $. La renda per capita de la població era de 15.647 $. Aproximadament el 14% de les famílies i el 20% de la població estaven per davall del llindar de pobresa.

## Poblacions més properes
El següent diagrama mostra les poblacions més properes.